# Saint-Marc-du-Lac-Long
Saint-Marc-du-Lac-Long est une paroisse dans la municipalité régionale de comté du Témiscouata  au Québec (Canada), située dans la région administrative du  Bas-Saint-Laurent.

## Toponymie
La mission des Étroits est fondée en 1910 et prend le nom de Saint-Marc-du-Lac-Long en 1914.

## Histoire
Ouvert à la colonisation à partir de 1908, avec la construction du chemin de fer Transcontinental, le territoire de la municipalité comptait à ses débuts quatre agglomérations : Glendyne (Boisvert), où s'établissent les premiers colons, Les Étroits, Bélanger et Courchesne. Les premiers habitants étaient pour la plupart des travailleurs du chemin de fer Transcontinental venus du Nouveau-Brunswick et d'Acadie.
La mission des Étroits est fondée en 1910 et prend le nom de Saint-Marc-du-Lac-Long en 1914, dénomination que portait déjà en 1909 le bureau de poste local. La paroisse sera officiellement érigée en 1922. La municipalité de paroisse homonyme, dont le nom courant est abrégé en Saint-Marc, est créée en 1938. En fixant cette appellation, monseigneur André-Albert Blais désirait célébrer saint Marc, seul évangéliste qui n'avait pas encore été honoré dans le diocèse.
Le 13 juin 1923, un grand Feu détruit le village, n'épargnant que trois résidences. Peu favorisée sur le plan agricole et industriel, la municipalité axe son développement sur des activités forestières diversifiées et sur l'exploitation d'une importante carrière d'ardoise, de grande qualité, exportée partout en Amérique du Nord et en Europe pour de nombreuses réalisations de prestige, telles que la réfection des Invalides ou du Petit Palais à Paris, le Béguinage de Mons (Belgique), etc.
Saint-Marc-du-Lac-Long est l'une des localités organisatrices du Ve Congrès mondial acadien en 2014.

## Géographie
Borné au sud par la limite qui sépare le Québec du Nouveau-Brunswick, le territoire de cette municipalité du Témiscouata est occupé en son milieu par le lac Long(d), nappe d'eau de 22 km de longueur. La petite agglomération Les Étroits(d) s'est installée à la hauteur d'un rétrécissement du lac.
La rivière des Crocs traverse le sud-ouest de la municipalité vers l'est.

## Démographie
| 1996 | 2001 | 2006 | 2011 | 2016 | 2021 |
| ---- | ---- | ---- | ---- | ---- | ---- |
| 486  | 469  | 479  | 440  | 397  | 365  |

## Administration
Les élections municipales se font en bloc pour le maire et les six conseillers.
| Saint-Marc-du-Lac-Long Maires depuis 2001                                                                            |                  |         |          |
| Élection | Maire            | Qualité | Résultat |
| 2001 | Adrien Kennedy   |         | Voir     |
| 2005 | Adrien Kennedy   | Voir    |          |
| 2009 | Adrien Kennedy   | Voir    |          |
| 2013 | Martine Lévesque |         | Voir     |
| 2016 | Rinette Kennedy  |         | Voir     |
| 2017 | Marcel Dubé      |         |          |
| 2021 | Marcel Dubé      | Voir    |          |
| Élection partielle en italique Depuis 2005, les élections sont simultanées dans toutes les municipalités québécoises |                  |         |          |